# Campeonato Mundial de Esgrima de 1970
El XXXVII Campeonato Mundial de Esgrima se celebró en Ankara (Turquía) en 1970 bajo la organización de la Federación Internacional de Esgrima (FIE) y la Federación Turca de Esgrima.

## Medallistas

### Masculino
| Evento              | Oro                                                                                           | Plata | Bronce                                                                                             |
| ------------------- | --------------------------------------------------------------------------------------------- | --- | -------------------------------------------------------------------------------------------------- |
| Florete individual  | Friedrich Wessel RFA                                                                          | Alexandr Romankov URSS                                                                                   | Marek Dąbrowski · Polonia                                                                          |
| Florete por equipos | Viktor Putiatin Alexandr Romankov Anatoli Koteshev Vasili Stankovich Valeri Lukianchenko URSS | Sándor Szabó · Jenő Kamuti · László Kamuti · Béla Gyarmati · István Czakkel · Hungría                    | Mihai Țiu Tănase Mureșanu Iuliu Falb Ștefan Ardeleanu Ștefan Haukler Rumania                       |
| Espada individual   | Alekséi Nikanchikov URSS                                                                      | Serguéi Paramónov URSS                                                                                   | Csaba Fenyvesi · Hungría                                                                           |
| Espada por equipos  | Csaba Fenyvesi · Zoltán Nemere · Győző Kulcsár · Sándor Erdős · Pál Schmitt · Hungría         | Bohdan Gonsior · Henryk Nielaba · Michał Butkiewicz · Kazimierz Barburski · Zbigniew Matwiejew · Polonia | Daniel Giger · Christian Kauter · Peter Lötscher · Alexandre Bretholz · Christian Stricker · Suiza |
| Sable individual    | Tibor Pézsa · Hungría                                                                         | Mark Rakita URSS                                                                                         | Vladimir Nazlymov URSS                                                                             |
| Sable por equipos   | Viktor Sidiak Mark Rakita Vladimir Nazlymov Eduard Vinokurov Serguei Prijodko URSS            | Tibor Pézsa · Tamás Kovács · Miklós Meszéna · Péter Marót · János Kalmár · Hungría                       | Jerzy Pawłowski · Józef Nowara · Zygmunt Kawecki · Krzysztof Grzegorek · Janusz Majewski · Polonia |

### Femenino
| Evento              | Oro                                                                                       | Plata                                                                        | Bronce                                                                                            |
| ------------------- | ----------------------------------------------------------------------------------------- | ---------------------------------------------------------------------------- | ------------------------------------------------------------------------------------------------- |
| Florete individual  | Galina Gorojova URSS                                                                      | Yelena Belova URSS                                                           | Olga Szabó-Orbán Rumania                                                                          |
| Florete por equipos | Galina Gorojova Yelena Belova Alexandra Zabelina Svetlana Chirkova Tatyana Samusenko URSS | Olga Szabó-Orbán Ecaterina Stahl Ileana Drîmbă Ana Pascu Maria Vicol Rumania | Catherine Rousselet Brigitte Gapais Annick Level Claudette Josland Marie-Chantal Demaille Francia |

## Medallero
| Núm. | País    | Oro | Plata | Bronce | Total |
| ---- | ------- | --- | ----- | ------ | ----- |
| 1    | URSS    | 5   | 4     | 1      | 10    |
| 2    | Hungría | 2   | 2     | 1      | 5     |
| 3    | RFA     | 1   | 0     | 0      | 1     |
| 4    | Polonia | 0   | 1     | 2      | 3     |
| 4    | Rumania | 0   | 1     | 2      | 3     |
| 6    | Francia | 0   | 0     | 1      | 1     |
| 6    | Suiza   | 0   | 0     | 1      | 1     |
|      | TOTAL   | 8   | 8     | 8      | 24    |